# Кам'янська вулиця (Житомир)
Кам'янська вулиця  — вулиця в Богунському районі міста Житомир.
Є набережною вулицею річки Кам'янки, за що й отримала відповідну назву.

## Історія
Раніше топонім називався «вулиця Басова».
Від 19 лютого 2016 року, відповідно до розпорядження Житомирського міського голови, вулиця змінила назву на сучасну.